# Rodrigo de Bastidas (obispo)
Rodrigo de Bastidas nacido como Rodrigo de Bastidas y Rodríguez de Romera (Santo Domingo de La Española, Virreinato colombino de la Corona de Castilla, ca. 1497 - ib., Imperio español, 1570) fue el primer obispo de la Iglesia católica que tuvo Venezuela y el segundo, en forma emérita, de Puerto Rico. Fue nombrado gobernador interino de la provincia de Venezuela desde 1540 hasta 1542. Su padre era el explorador español Rodrigo de Bastidas.

## Biografía
Rodrigo de Bastidas nació hacia 1497 en la ciudad de Santo Domingo  de la isla La Española, que formaba parte del Virreinato colombino y que a su vez integraba la Corona de Castilla, siendo hijo del explorador hispano-sevillano Rodrigo de Bastidas (n. 1445).
Fue deán de la diócesis de Santo Domingo, y el 21 de junio de 1531 fue nombrado obispo de la diócesis de Venezuela con sede en Coro. y finalmente fue ordenado en esa ciudad el 30 de junio de 1532 por el obispo de Zamora Francisco de Mendoza. En 1539, consagró como obispo de Santo Domingo a Alonso de Fuenmayor.
Tras la muerte del gobernador de la provincia de Venezuela Jorge de Espira, la Real Audiencia de Santo Domingo designó en noviembre de 1540 a Rodrigo de Bastidas para que ejerciera la gobernación de forma interina, por lo cual tuvo que embarcar a Sudamérica
Finalmente ocuparía el cargo interino de gobernador de la provincia de Venezuela desde el 7 de diciembre de 1540 hasta el 31 de diciembre de 1542, para ser sucedido por el nuevo gobernador Enrique Rembolt que asumió el 1 de enero de 1543 y ocuparía el puesto hasta septiembre de 1544. El 6 de julio de 1541, había sido nombrado obispo de la diócesis de Puerto Rico.
Según el historiador Rafael María Baralt, una de las acciones de Bastidas como gobernador fue el envío desde Coro de una expedición en busca de El Dorado.
Durante su obispado en Puerto Rico pidió la extinción del tribunal inquisitorial, continuó con la construcción de la Catedral de San Juan entre 1543 y 1555 y solicitó estudios de gramática para la juventud.
Para 1561 residía en Santo Domingo, donde se encontraba su familia, por motivos de edad. Renunció al obispado el 6 de mayo de 1567. Murió probablemente en 1570.